# Йорк, Пит
Пит Йорк (англ. Pete York; род. 15 августа 1942, Мидлсбро) — британский барабанщик и перкуссионист.

## Биография
Учась в школе и колледже, играл в нескольких ансамблях на тромбоне и барабанах. С 1960 года он занимался музыкой профессионально.
Вместе со Спэнсером Дэвисом, Стивом Уинвудом и Мафом Винвудом создал в 1964 году Spencer Davis Group, которую покинул в 1969. После сотрудничает с Эдди Хардином (Hardin & York) и Эриком Клэптоном.
В начале 70-х создаёт проект «Pete York’s Percussion Band». Группа включала трёх перкуссионистов, духовую секцию, вокалиста Миллера Андерсона, который также исполнял гитарные партии. Кроме того, иногда к группе присоединялись и другие ударники — Иэн Пейс, Киф Хартли, Рой Дайк и Кит Мун.
В 1974 сотрудничает с Джоном Лордом, а также ненадолго возвращается в Spencer Davis Group.
В феврале 1987 начинает серию «Superdrumming» с  Иэном Пейсом, Луи Бельсоном, Кози Пауэллом, Джери Брауном и Саймоном Филипсом.
На следующий год во второй серии «Superdrumming» приняли участие Билли Кобэм, Билл Бруфорд, Дэйв Мэтэкс, Зак Старки, Нико Макбрэйн, Джон Лорд и Эдди Хардин.
В третьей серии «Superdrumming» приняли участие Джон Хисмэн, Стив Феррон, Марк Бржезицкий, Трилок Гурту и снова Иэн Пейс. Также в тех концертах приняли участие Миллер Андерсон, Колин Ходжкинсон, Брайан Огер, Джон Лорд и  Барбара Томпсон.
В 1990 году в четвёртой серии «Superdrumming», которая состоялось в немецком Фрайбурге (Германия) приняли участие Иэн Пейс, Джон Хисман и Кози Пауэлл.
С 2004 года Пит-Йорк принимает участие в проекте немецкого музыканта, актёра и режиссёра Хельге Шнайдера, участвуя как в его студийных работах, так и концертных выступлениях.

## Дискография
- Superblues (1994)
- Swinging Hollywood (1994)